# Ma philosophie
Ne pas confondre avec le roman jeunesse Viser la lune
Singles de Amel Bent
Le Droit à l'erreur
(2005)
Pistes de Un jour d'été
Je Suis Le Temps passe
Ma philosophie est une chanson écrite et interprétée par Amel Bent.
Extrait de l’album Un jour d'été enregistré en 2004, ce titre de RnB est un très grand succès pour la chanteuse et lance sa carrière. Classé no 1 des meilleures ventes en France et en Wallonie début 2005, il a également connu le succès dans plusieurs pays européens dont la Russie.

## Contexte et création
En 2003, la chanteuse Amel Bent se fait connaître du grand public en France en participant à l'émission Nouvelle Star. L'année suivante, elle sort son premier album Un jour d'été avec le label Jive Records. Elle a alors 19 ans. Pour écrire l'album, Bent travaille avec la rappeuse et chanteuse Diam's et lui confie ses préoccupations. Partant d'une musique composée par l'artiste britannique Blair MacKichan (en), en quelques heures, Diam's et Bent écrivent le texte de Ma philosophie.

## Paroles, musique et vidéo

### Paroles
Écrite par Amel Bent elle-même en collaboration avec la rappeuse Diam's, la chanson évoque la vie d’une jeune femme de condition modeste (« métisse mais pas martyr », « fille d’un quartier populaire »), qui fait face avec courage et pugnacité aux difficultés et aux préjugés (« lever la tête, bomber le torse, sans cesse redoubler d’efforts, la vie ne m’en laisse pas le choix »), refusant de s’apitoyer sur son sort ou de se résigner (« viser la lune, ça me fait pas peur, même à l’usure, j’y crois encore et en cœur »). Elle clame également garder « le poing levé » face aux discriminations qu’elle subit (en raison de ses origines ou de son poids) et qu’elle combat.
La chanson repose sur « plusieurs archétypes féminins, tous plus ou moins discriminés ». Elle fait ainsi appel à la figure de la « beurette », jeune femme maghrébine vivant en banlieue, victime d'injures et de racisme mais dont la ténacité et le caractère de battante est mis en avant. Ma philosophie, de même que d'autres titres similaires, « parlent de souffrance et appellent à l’espoir, « à la force d’y croire » ».

### Clip
Dans le clip de la chanson, tourné sur le Boulevard Jacqmain à Bruxelles, Amel Bent joue son propre rôle, marchant dans la rue et croisant plusieurs stéréotypes de femmes qu’elle incarne également : elle apparaît tour à tour en femme d'affaires, en « bourgeoise huppée » et en serveuse de café, puis rejoint simplement des amis avec qui elle danse.

## Réception et impact
La chanson devient un tube très populaire en 2005 et se classe numéro un (aux côtés de sept autres titres, dont trois francophones, cette même année). Le titre reste en tête des ventes pendant six semaines. L'album est certifié disque de diamant, et la chanteuse reçoit une victoire de la musique en 2006 en tant que révélation du public. Ma philosophie marque le début de la carrière d’Amel Bent.
Le clip dépasse les 100 millions de vues sur YouTube en 2023. Pour Europe 1, le titre se classe parmi les tubes féministes de la musique française. La chanson est aussi devenue un symbole de lutte des lesbiennes pour se faire entendre, et elle est chantée dans certaines manifestations comme la marche des fiertés.

## Reprises et parodies
La chanson a été reprise par de nombreux artistes. En 2006, Karen Mulder, Corneille, Lorie, Sandrine Kiberlain, Julie Zenatti et Hélène Ségara en 2006 sur le sixième album des Enfoirés intitulé Le Village des Enfoirés[réf. souhaitée]. Elle est parodiée par le studio Paral & Piped, sous le titre Ma seule envie[réf. souhaitée].
Elle a été reprise par Patrick Bruel en 2013 et Kendji Girac en 2014. Nicoletta l'a reprise également en 2014 sur l'album Chanter pour celles et dans l'émission du même nom, au profit du SAMU social. Elle a aussi été reprise par les Kids United Nouvelle Génération dans leur album L'hymne à la vie.[réf. souhaitée]
En 2018, une reprise par Aya Nakamura sur TF1 crée la polémique. Pomme la chante en version folk guitare-voix en 2021,. Camélia Jordana a également repris la chanson.

## Formats et liste des pistes
- CD single

1. Ma philosophie— 3:26
2. As avec Julien Chagnon — 4:36

## Classements, certifications et successions
| Classement (2004-05)                    | Meilleure position |
| --------------------------------------- | ------------------ |
| Belgique (Flandre Ultratip 100)         | 14                 |
| Belgique (Wallonie Ultratop 50 Singles) | 1                  |
| Europe (Hot 100 Singles)                | 3                  |
| France (SNEP)                           | 1                  |
| Pologne (ZPAV Airplay)                  | 3                  |
| Russie (Classement Airplay)             | 4                  |
| Suisse (Schweizer Hitparade)            | 16                 |
| Ukraine (Singles Top 40)                | 13                 |

| Classement annuel (2005)                   | Position |
| ------------------------------------------ | -------- |
| Belgique (Wallonie Ultratop).              | 3        |
| Communauté des États indépendants (Tophit) | 5        |
| France (SNEP)                              | 3        |

### Certifications
| Pays                | Certification | Date         | Ventes certifiées | Ventes physique |
| ------------------- | ------------- | ------------ | ----------------- | --------------- |
| Belgique (Wallonie) | Or            | 9 avril 2005 | 25,000            |                 |
| France              | Diamant       | 16 juin 2005 | 750,000           | 562,200         |